# Bulbophyllum poilanei
Bulbophyllum poilanei là một loài phong lan thuộc chi Bulbophyllum.